# Marsilea deflexa
Marsilea deflexa är en klöverbräkenväxtart som beskrevs av Addison Brown. Marsilea deflexa ingår i släktet Marsilea och familjen Marsileaceae. Inga underarter finns listade.